# The Conduit
The Conduit ist ein Ego-Shooter für die Nintendo Wii auf Basis der Quantum3-Engine.

## Handlung
The Conduit spielt im Washington, D.C. einer nahen Zukunft. Die Erde wird dort von Außerirdischen, den sog. Faktoten (im eng. Original Drudge) angegriffen. Der Spieler übernimmt die Rolle von Agent Michael Ford, welcher im Auftrag von John Adams, dem Leiter einer Geheimorganisation, dem sog. Syndikat (im eng. Original Trust), versuchen soll, den Terroristen Prometheus aufzuhalten, welcher u. a. für die Invasion verantwortlich sein soll. Dabei deckt er allerdings eine ungeheure Verschwörung auf. Ein wichtiges Schlüsselelement des Spiels ist das All-Sehende Auge (ASA), eine mobiles High-Tech-Gerät, mit welchem Ford u. a. verschiedene Konsolen hacken, versteckte Türen öffnen, und sogar unsichtbare Minen entschärfen kann.

## Synchronisation
In der deutschen Version ist weiterhin die englische Synchronisation zu hören, jedoch ist ein deutscher Untertitel verfügbar. Die Spielerfigur Agent Michael Ford wird von Mark Sheppard gesprochen, dessen Vater William Morgan Sheppard spricht Fords Vorgesetzten John Adams. Der Terrorist Prometheus wird von Kevin Sorbo gesprochen.

## Kritiken
The Conduit erhielt überwiegend positive, jedoch keine herausragenden Kritiken. Gelobt werden vor allem die Steuerung und die Mehrspieler-Modi. Die Einzelspieler-Mission sei mit ca. 8 Stunden Spielzeit zu kurz und bestehe aus Elementen, die bereits auch aus anderen Spielen bekannt seien.
GameRankings zeigte zuletzt (Dezember 2019) eine durchschnittliche Wertung von 72,56 % an.

## Conduit 2
Nachfolger von The Conduit ist Conduit 2, welches exklusiv für Nintendo Wii am 21. April 2011 veröffentlicht wurde.